# Schloss Slovenska Bistrica
Das Schloss Slovenska Bistrica (slowenisch Grad Slovenska Bistrica, historische deutsche Namen: Burg Feistriz, Schloss Burgfeistritz, Schloss Feistritz, Schloss Windisch Feistriz, Schloss Windischfeistritz) ist ein Schlosskomplex in der Stadt Slovenska Bistrica im Unteren Save-Tal im Südosten Sloweniens.

## Lage
Das Schloss beherrscht den gesamten Westteil der Altstadt von Windisch-Feistritz.

## Geschichte

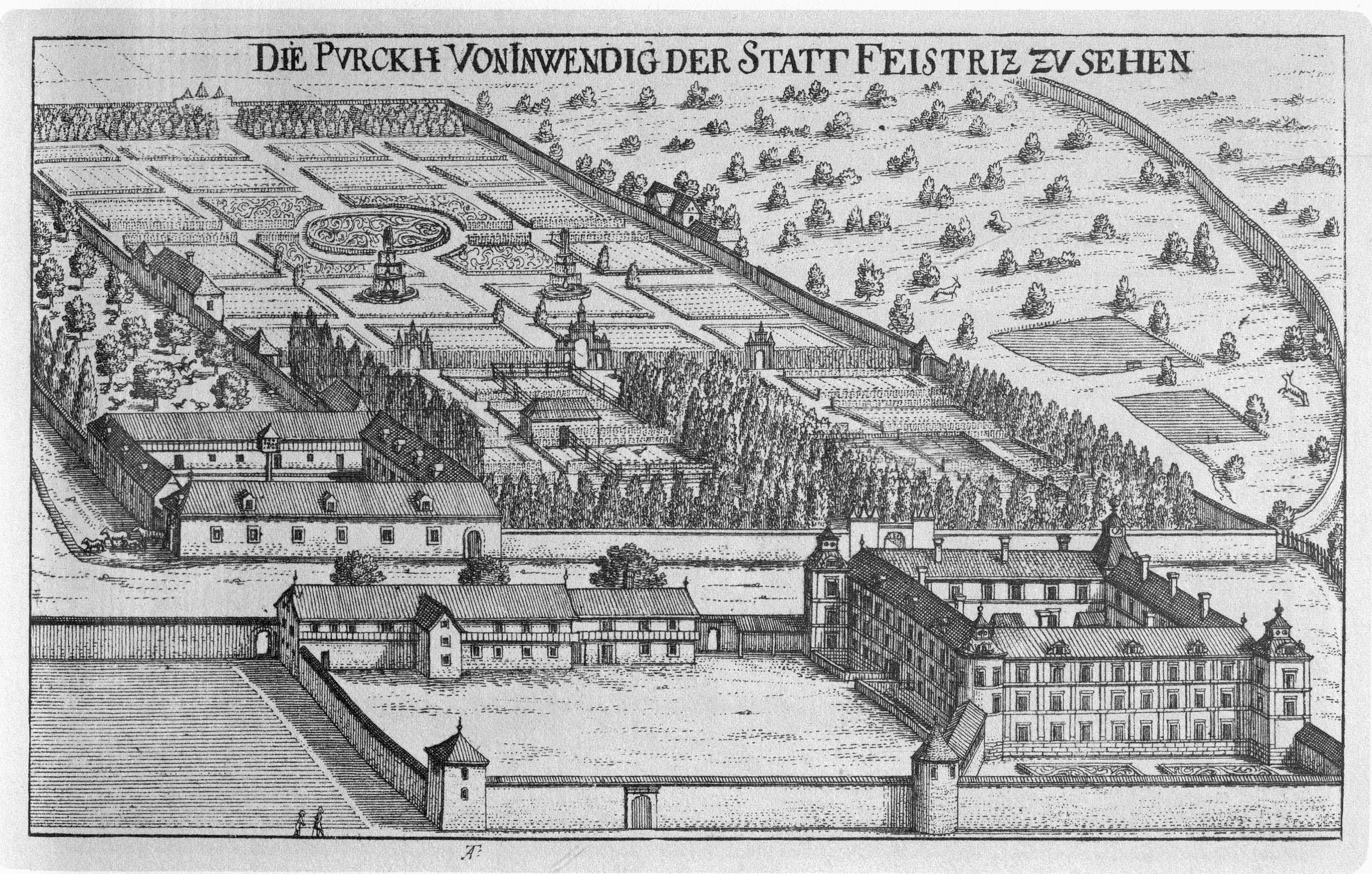
Burg Feistriz 1681 (G.M. Vischer)

Entstanden ist dieses Schloss aus einer Burg, die im 13. Jahrhundert erstmals erwähnt wurde.
Im 16. Jahrhundert gehörte sie dem Adelsgeschlecht Vetter von der Lilie. Nach Umbauten, vor allem von 1623 bis 1651 erhielt die Burg den Schlosscharakter.
Die heutige Form erhielt das Anwesen von der Familie Attems, Besitzer von 1717 bis 1945. Nach dem Zweiten Weltkrieg wurde das Schloss enteignet. Im Jahr 1985 begann man mit der Restaurierung des Schlosses, die über 20 Jahre dauerte. Heute ist das Schloss ein Museum und seit 1999 ein kulturelles Denkmal von nationaler Bedeutung.